# هینکلی (مینه‌سوتا)
هینکلی، مینه‌سوتا (به انگلیسی: Hinckley, Minnesota) یک شهر در ایالات متحده آمریکا است که در شهرستان پین، مینه‌سوتا واقع شده‌است.

## خصوصیات
هینکلی ۹٫۹۲ کیلومترمربع مساحت و ۱٬۸۰۰ نفر جمعیت دارد و ۳۱۵ متر بالاتر از سطح دریا واقع شده‌است.